# Kumo desu ga, Nani ka?
Kumo desu ga, Nani ka? (蜘蛛ですが、なにか？, Kumo desu ga, Nani ka?, lit. "(Sou) Uma aranha, E daí?") é uma série de light novel japonesas escrita por Okina Baba e ilustrada por Tsukasa Kiryu. A história é sobre uma menina do ensino médio que reencarnou como uma aranha de masmorra e sua luta pela sobrevivência. A série recebeu uma adaptação de mangá, e uma adaptação de série de anime por Millepensee estreou em janeiro de 2021. O anime é dividido em duas histórias, uma seguindo a garota aranha e a outra seguindo as colegas reencarnadas.

## Enredo
Em um mundo onde a batalha entre o Herói e o Lorde Demônio se repetia uma e outra vez, um enorme feitiço de espaço-tempo falhou e atingiu uma certa classe de escola secundária japonesa na Terra, matando todos os participantes. No entanto, guiados pelo que parecia ser um milagre, os alunos foram todos reencarnados naquele outro mundo. Enquanto alguns tiveram a sorte de se tornar membros da realeza, nobres e outros tipos de pessoas influentes, uma garota não teve tanta sorte. Renascendo como um monstro aranha do tipo mais fraco em uma masmorra cheia de feras ferozes, ela é forçada a passar por dificuldades extremas. Mesmo assim, armada com nada além de seu conhecimento humano e positividade avassaladora, ela continua a pressionar e sobreviver contra criaturas muito mais fortes do que ela.

## Personagens

### Principal
Shiraori (白織, Shiraori)  / White (白, Shiro)
Voz de: Aoi Yūki (anime), Sumire Uesaka (PV & CM) (Japonês), Pamella Rodrigues (Português)
Apelidado de " Kumoko " pelo fandom ; ela reencarnou como um Taratect branco inicialmente "Sem Nome ", um monstro tipo aranha do tamanho de um cachorro, na masmorra mais perigosa do mundo onde ela tem que lutar constantemente para sobreviver e lentamente evolui para um ser incrivelmente poderoso. Ela também é a verdadeira antagonista da prolepse, ambientada 15 anos depois, onde adquiriu a forma humana e manipula Hugo para seus próprios fins, enquanto servia como comandante do 10º Exército Demônio. Inicialmente sugerido ser a reencarnação de Hiiro Wakaba, mais tarde é revelado que ela era na verdade uma aranha comum que por acaso estava na sala de aula e foi implantada com suas memórias pelo Wakaba real. Após a revelação de que o planeta está morrendo, ela traça um plano para salvá-lo destruindo o sistema de RPG do mundo e usando a energia liberada para curá-lo, indiferente que metade da humanidade morrerá com a reação.
Ariel (アリエル, Arieru)
Voz de: Sumire Uesaka (Japonês), Flávia Saddy (Português) 
O atual Lorde Demônio e progenitor de todos os Taratects do mundo. Ela confronta Kumoko depois que ela finalmente consegue escapar da masmorra e tenta matá-la, já que ela se recusou a ser controlada por ela. No entanto, depois de várias tentativas fracassadas, os dois concordam em um cessar-fogo e começam a viajar juntos, acabando por colocar suas queixas de lado e construir uma relação muito forte entre avó e neta. Ela também é o antagonista secundário da prolepse, que se passa 15 anos depois, onde ela trava guerra contra a humanidade e é geralmente vista como uma tirana. No entanto, após a revelação de que o planeta está morrendo, seu genocídio em massa quase começa a fazer sentido: já que o sistema de RPG mundial reúne a energia das habilidades das pessoas em suas mortes para se curar. Ela também é filha do chefe elfo, Potimas, nascido de um experimento onde ele combinou seu DNA com o de uma aranha.
Sophia Keren (ソフィア・ケレン, Sofia Keren)  / Shouko Negishi (根岸彰子, Negishi Shouko)
Voz de: Ayana Taketatsu (Japonês), Lina Mendes (Português) 
Um dos colegas de classe. Ela reencarnou como uma vampira nascida de pais humanos devido a uma mutação. Intimidada em sua vida anterior com o apelido de " Rihoko " (abreviação de "Real Horror Girl") por ser feia, ela não gosta de nada associado ao seu passado. Ela se cruzou com Kumoko quando ainda era um bebê e mais tarde foi acolhida por ela e Ariel depois que sua casa foi destruída em uma guerra. Ela também é uma grande antagonista da prolepse, que se passa 15 anos depois, onde ajuda Hugo sob as ordens de Shiraori e enfrenta o partido de Schlain várias vezes.
Wrath (ラース, Rāsu)  / Razu-Razu (ラズラズ, Razurazu)  / Kyouya Sasajima (笹島京也, Sasajima Kyouya)
Voz de: Ryōta Ōsaka (Japonês), TBA (Português) 
Um dos colegas de classe. Ele foi reencarnado como um goblin escravizado por humanos até que se libertou após desbloquear sua habilidade única, que aumentou suas estatísticas em dez vezes ao custo de sua sanidade. Depois disso, ele entrou em fúria, evoluindo para um oni no processo, até que Shiraori o derrotou e ele se juntou ao grupo dela. Ele também é um antagonista da prolepse, que se passa 15 anos depois, onde é o comandante do 8º Exército Demônio e pode cometer assassinato, pois já se considera "irredimível".
Merazophis (メラゾフィス, Merazofisu)
Voz de: Kenjiro Tsuda
O mordomo de Sophia por quem ela tem uma queda unilateral. Seus pais a confiaram a ele quando sua casa estava prestes a ser destruída em uma guerra. No entanto, eles acabaram sendo emboscados, forçando-a a transformá-lo em um vampiro quando sua vida estava em perigo. Embora lutando com sua humanidade em declínio, ele continua a se esforçar para proteger sua amante. Ele também é um antagonista da prolepse, que se passa 15 anos depois, onde é o comandante do 4º Exército Demoníaco, bem como o arquiinimigo de Kunihiko e Asaka que destruiu sua aldeia.
Güliedistodiez (ギュリエディストディエス, Gyuriedisutodiesu)  / Black (黒, Kuro)
Voz de: Daisuke Namikawa (Japonês), TBA (Português) 
Um deus que assume a forma de um homem vestido com uma armadura negra e é o governante dos dragões, apelidado de " Gulie ". Embora preocupado que as reencarnações possam perturbar o equilíbrio do mundo, ele foi ordenado por seu superior, D, para não interferir. Ele também é um velho amigo de Ariel e um antagonista menor na prolepse, que se passa 15 anos depois, onde é o comandante do 9º Exército Demônio. Embora aparentemente apóie o objetivo de Shiraori e Ariel de destruir o sistema mundial de RPG para salvar o planeta agonizante, ele se opõe secretamente a isso devido ao fato de exigir que metade da humanidade seja sacrificada e planeja sacrificar a si mesmo e aos outros deuses.
Ael (アエル, Aeru) , Sael (サエル, Saeru) , Riel (リエル, Rieru) , Fiel (フィエル, Fieru)
O quarteto de Puppet Taratects de Ariel, pequenos monstros do tipo aranha que operam manequins de tamanho humano. Embora eles e White sejam inicialmente inimigos, eles se aproximam depois que começam a viajar juntos e os últimos deram uma maquiagem em seus manequins, dando-lhes uma aparência quase humana. Embora incapazes de falar, cada um ainda exibe seus próprios traços pessoais: Ael é o sério, Sael o tímido, Riel o cabeçudo e Fiel o travesso.

### Prolepsia
Schlain Zagan Analeit (シュレイン・ザガン・アナレイト, Shurein Zagan Anareito)  / Shunsuke Yamada (山田 俊介, Yamada Shunsuke)
Voz de: Shun Horie (Japonês), Renan Takenouchi (Português) 
Um dos colegas e protagonista da prolepsis, ambientada 15 anos depois da história principal, apelidada de “ Shun ”. Ele reencarnou como o quarto príncipe do Reino Analeit e, tendo uma educação protegida, tem uma personalidade muito densa e ingênua. Mais tarde, ele herda o título de herói após a morte de seu irmão mais velho, Julius, mas acaba tendo que fugir de seu reino antes que pudesse ser revelado publicamente após Hugo e Cylis culpá-lo por cometer um golpe de estado e partir em uma jornada para impeça o primeiro de lançar o mundo no caos. Sem que ele soubesse, na verdade ele está sendo usado como um peão em uma guerra entre os demônios, elfos e a igreja da Palavra de Deus.
Karnatia Seri Anabald (カルナティア・セリ・アナバルド, Karunatia Seri Anabarudo)  / Kanata Ōshima (大島 叶多, Ōshima Kanata)
Voz de: Nao Tōyama (Japonês), Louise Schachter (Português) 
Uma das colegas de classe, apelidada de " Katia ". Ela é reencarnada como filha da casa nobre do Reino de Analeit. Ela sofre de disforia de gênero por ter sido um homem em sua vida anterior, que só fica mais complicada quando ela começa a desenvolver sentimentos românticos por Shun. No final das contas, ela resolve que seu eu passado está morto e abraça totalmente seu novo gênero.
Feirune (フェイルーン, Feirune)  / Mirei Shinohara (漆原美麗, Shinohara Mirei)
Voz de: Eri Kitamura (Japonês), Thati Carvalho (Português) 
Um dos colegas, apelidado de " Fei ". Ela reencarnou no corpo do dragão da terra de estimação de Shun e mais tarde evoluiu para um dragão de luz depois que ele se tornou o novo herói, ganhando uma forma humana no processo. Ela vê sua situação atual como uma punição cármica por intimidar seu colega de classe Hiiro Wakaba e jura melhorar nesta nova vida, deixando-a perturbada ao saber que ela supostamente havia morrido. Isso a levou a ficar chocada ao ver Shiraori durante a batalha da Vila dos Elfos, confundindo-a com Wakaba.
Suelecia Analeit (スーレシア・アナレイト, Sureshia Anareito)
Voz de: Yui Ogura (Japonês), Camilla Andrade (Português) 
A segunda princesa do Reino Analeit e meia-irmã mais nova de Shun, apelidada de " Sue ". Ela é uma yandere com complexo de irmão, o que é óbvio para todos, exceto para o irmão. Quando Hugo derrubou Analeit, ela aparentemente sofreu uma lavagem cerebral e foi forçada a assassinar seu pai enquanto incriminava Shun. No entanto, é mais tarde revelado que ela não estava sendo controlada e cooperou de boa vontade na esperança de usar a situação para aumentar a fama de Shun.
Filimøs Harrifenas (フィリメス・ハァイフェナス, Firimesu Harifenasu)  / Kanami Okazaki (岡崎 香奈美, Okazaki Kanami)
Voz de: Kaya Okuno (Japonês), Helena Palomanes (Português) 
A professora da sala de aula, apelidada de " Sra. Oka ". Ela reencarnou como filha do patriarca elfo, Potimas. Usando uma habilidade única que lhe permite identificar reencarnações e ter autoridade sobre elas, ela tem pesquisado o mundo por seus alunos. Embora ela realmente se importe com seus alunos, muitas vezes ela esconde informações que considera prejudiciais a eles, fazendo com que alguns deles desconfiem dela. Sem que ela saiba, porém, ela mesma está ironicamente sendo enganada e manipulada pelos elfos para reunir as reencarnações.
Hugo Baint von Renxandt (ユーゴー・バン・レングザンド, Hūgo Ban Renguzando)  / Natsume Kengo (夏目健吾, Kengo Natsume)
Voz de: Kaito Ishikawa (Japonês), Rodrigo Antas (Português) 
Um dos colegas e principal antagonista da prolepse. Ele reencarnou como o primeiro príncipe do Império Renxandt. Já egoísta em sua vida anterior, sua nova educação real o transformou em um megalomaníaco que tentou assassinar Shun por ciúme por sua popularidade, mas falhou e foi destituído de suas habilidades pela Sra. Oka. No entanto, ao invés de se arrepender, isso o levou a fazer um acordo com os Demônios para derrubar o Reino Analeit e atacar a Vila dos Elfos como vingança, apenas para acabar sendo manipulado e posto de lado quando sua utilidade se esgotasse.
Yuri Ullen (ユーリーン・ウレン, Yūri Uren)  / Yuika Hasebe (長谷部結花, Hasebe Yuika)
Voz de: Aimi Tanaka (Japonês), Naiaama Belle (Português) 
Um dos colegas de classe. Ela reencarnou em uma família pobre que a abandonou à igreja da Palavra de Deus, onde eventualmente se tornou uma santa. Apavorada e sozinha, ela se agarrou à única coisa que falava japonês ao seu redor: o sistema de voz do sistema de RPG do mundo. Isso, junto com sua educação, se tornou um fanático religioso. Mais tarde, ela se torna uma antagonista quando a igreja fica do lado de Hugo.
Kunihiko Tagawa (田川邦彦, Tagawa Kunihiko)
Um dos colegas de classe. Ele reencarnou em uma tribo nômade que regularmente atacava terras demoníacas ao lado de seu amigo de infância Asaka, por quem ele sempre teve uma queda. No entanto, um dia, sua aldeia foi massacrada por Merazophis, deixando-os como os únicos sobreviventes. Depois, ele se tornou um aventureiro para se tornar mais forte e se vingar. Ele e Asaka são eventualmente encontrados por Filimøs e trazidos para a Vila dos Elfos, onde se juntaram ao grupo de Shun.
Asaka Kushitani (櫛谷麻香, Kushitani Asaka)
Um dos colegas de classe. Ela reencarnou em uma tribo nômade que regularmente atacava terras demoníacas ao lado de seu amigo de infância Kunihiko, por quem ela sempre teve uma queda. No entanto, um dia, sua aldeia foi massacrada por Merazophis, deixando-os como os únicos sobreviventes. Depois, ela seguiu Kunihiko quando ele se tornou um aventureiro para cuidar dele. Ela e Kunihiko são eventualmente encontrados por Filimøs e levados para a Vila dos Elfos, onde se juntaram ao grupo de Shun.
Sajin (サジン, Sajin)  / Shinobu Kusama (草間忍, Kusama Shinobu)
Um dos colegas de classe. Ele reencarnou como filho de um membro das operações negras da igreja Palavra de Deus e, portanto, naturalmente se tornou um também, embora sua personalidade falante conflite com seu trabalho. Devido à igreja se aliar a Hugo, ele o ajuda em seu ataque à Vila dos Elfos.

### De apoio
Julius Zagan Analeit (ユリウス・ザガン・アナレイト, Yuriusu Zagan Anareito)
Voz de: Junya Enoki (Japonês), TBA (Português) 
O Herói anterior, bem como o segundo príncipe do Reino de Analeit e irmão mais velho de Shun, a quem o último admirava muito. Certa vez, ele enfrentou Kumoko no enredo principal, ambientado há 15 anos, o que o deixou com uma leve aracnofobia . Quando a guerra eclodiu entre humanos e demônios, ele foi morto por uma misteriosa garota branca que mais tarde revelou ser Shiraori.
Hyrince Quarto (ハイリンス・クォート, Hairinsu Kuōto)
Voz de: Kazuyuki Okitsu (Japonês), TBA (Português) 
O melhor amigo de Julius e um membro de seu partido. Ele é o único do grupo que sobreviveu ao encontro com uma misteriosa garota branca que mais tarde revelou ser Shiraori. Depois disso, ele se juntou ao grupo de Shun e começou a atuar como uma figura de mentor para ele. Mais tarde, é revelado que ele é na verdade um clone de Güliedistodiez criado para cuidar do atual detentor do título de Herói.
Yaana (ヤーナ, Yāna)
O santo anterior e membro do partido de Júlio. Ela nutria óbvios sentimentos românticos por ele, mas ele optou por não retribuí-los por medo de morrer e deixá-la em paz. Quando a guerra eclodiu entre humanos e demônios, ela se sacrificou para proteger Julius da Rainha Taratect, um monstro colossal tipo aranha, embora ele mais tarde a vingasse.
Jeskan (ジスカン, Jisukan)
Um ex-aventureiro e membro do grupo de Julius. Ele se juntou ao grupo após se inspirar nos ideais do jovem Herói e agiu como uma figura de mentor para eles. Quando a guerra eclodiu entre humanos e demônios, ele morreu ao lado de Hawkin devido aos ferimentos que sofreu enquanto lutava contra o 1º Comandante do Exército Demoníaco, Agner.
Hawkin (ホーキン, Hōkin)
Um ex- ladrão e membro do partido de Júlio. Em algum momento, ele foi capturado e vendido como escravo a Jeskan. Apesar disso, eles cresceram e passaram a ter uma relação de confiança entre mestre e servo e ele se juntou ao grupo simplesmente porque Jeskan também o fez. Quando a guerra eclodiu entre humanos e demônios, ele morreu ao lado de Jeskan devido aos ferimentos que sofreu enquanto lutava contra o comandante do 1º Exército Demoníaco, Agner.
Anna (アナ, Ana)
A empregada de Shun e a pessoa que a criou depois que sua mãe faleceu. Ela é uma meio-elfa que deixou a Vila dos Elfos devido à perseguição e acabou se tornando a maga da corte do Reino de Analeit por várias gerações antes de se aposentar. Ela cuida de Shun como se ele fosse seu próprio filho e o seguiu em sua jornada até a Vila dos Elfos, apesar do sofrimento físico e mental que isso custou a ela.
Ronandt Orozoi (ロナント・オロゾイ, Ronanto Orozoi)
O mago da corte do Império Renxandt, amplamente considerado o mago mais forte da humanidade. Embora inicialmente arrogante devido às suas habilidades, ele ficou muito humilhado após um encontro de quase morte com Kumoko quando percebeu seus próprios limites. Depois disso, ele desenvolveu uma paixão doentia por ela e ficou obcecado em ficar mais forte, embora por fim se lembrou de por que buscava tanta força: para proteger as pessoas.
Buirimus (ブイリムス, Buirimusu)
Um domador de monstros e oficial das forças armadas do Império Renxandt. Ele foi enviado para investigar um surto de monstro causado por Kumoko assustando todos os monstros no labirinto e teve todo o seu esquadrão posteriormente eliminado por ela. Posteriormente, ele foi rebaixado pelo fracasso. Depois de saber que seu filho, que é um dos colegas de classe, foi sequestrado, ele buscou desesperadamente uma conquista para voltar para casa. No entanto, isso o levou a escravizar Razu-Razu e seu subseqüente mau tratamento ao goblin despertou sua habilidade única, resultando nele sendo morto por seu próprio monstro domesticado.
Aurel Stadt (オーレル・シュタット, Aureru Shutatto)
Um mágico do Império Renxandt e aprendiz de Ronandt. Ela nasceu em uma família nobre de baixo escalão que procurava desesperadamente casá-la para melhorar seu status. No entanto, ela acabou se tornando a retentora de Ronandt e mais tarde aprendiz depois que ele percebeu seu talento, embora ela expresse aborrecimento com a carga de trabalho. Ela também conheceu Julius quando eles eram jovens, já que ambos eram aprendizes de Ronandt, e os dois desenvolveram uma forte amizade, com até mesmo implicações de que ela tinha sentimentos românticos por ele.
Sariel (サリエル, Sarieru)
Voz de: Kikuko Inoue (Japonês), TBA (Português)
Um deus que assume a forma de um anjo e a verdadeira identidade da voz do sistema. No passado antigo, quando o planeta estava à beira de um colapso depois que a humanidade drenou sua vida para usá-lo como fonte de energia, ela concordou em se tornar o núcleo do sistema de RPG mundial para que a energia reunida por pessoas que estavam melhorando suas habilidades pudesse ser recuperados após suas mortes e usados para curar lentamente o mundo.

### Antagonistas
D / Hiiro Wakaba (若葉姫色, Wakaba Hiiro)
Voz de: Saori Hayami (Japonês), TBA (Português) 
Um dos colegas de classe e um antagonista dominante. Ela foi inicialmente sugerida como sendo o próprio passado de Kumoko e uma otaku vítima de bullying. No entanto, é mais tarde revelado que ela é na verdade um deus de alto escalão que estava relaxando em seus deveres e a garota mais bonita da classe; seus pretensos valentões estavam apenas com ciúmes. Ela foi quem reencarnou seus colegas de classe depois que eles foram mortos em uma explosão misteriosa, que foi na verdade um atentado contra sua vida por um Herói e Lorde Demônio anterior, e criou Kumoko dando suas memórias a uma aranha aleatória para distrair seus companheiros deuses, eventualmente desenvolvendo um gosto por ela, pois ela a acha divertida. Ela também é a criadora do sistema de RPG mundial, que é uma maldição que ela colocou sobre a humanidade depois que eles quase destruíram o planeta nos tempos antigos: isso concede a eles habilidades para se desenvolverem e os leva de volta em suas mortes para curar o planeta, enquanto também forçando-os a reencarnar indefinidamente até que seja totalmente restaurado.
Potimas Harrifenas (ポティマス・ハァイフェナス, Potimasu Haaifenasu)

O patriarca dos elfos, bem como o pai de Ariel e Filimøs. Inicialmente apresentado como personagem coadjuvante na prolepse, onde ajuda Filimøs a buscar seus alunos, é posteriormente revelado que ele é na verdade o principal antagonista da história principal: um cientista louco narcisista com um complexo de deus obcecado em alcançar a imortalidade que drena o a força vital do planeta para alimentar suas invenções, acelerando enormemente seu colapso. Na verdade, ele apenas ajudou a proteger as reencarnações na esperança de usá-las como cobaias em seus experimentos e até mesmo matou aqueles que considerava muito perigosos. Ele é morto por Ariel durante o ataque dos Demônios à Vila dos Elfos.
Dustin LXI (ダスティンLXI, Dasutin LXI)
O pontífice da religião da Palavra de Deus e um grande antagonista em ambas as histórias, iniciando a guerra que destruiu a casa de Sophia na história principal e ajudando Hugo na prolepse. Ele possui uma habilidade única que lhe permite reencarnar com suas memórias intactas quando morrer. Apesar de suas ações horríveis, ele age genuinamente para o bem maior da humanidade e tem plena consciência de quão depravado ele é, mas já se considera "irredimível". Além disso, ele mais tarde assume um papel de personagem coadjuvante ao cooperar com Shiraori e Ariel para derrotar seu inimigo comum: Potimas. No entanto, ele se opõe ao objetivo de destruir o sistema de RPG do mundo para salvar o planeta agonizante, já que metade da humanidade morrerá com a reação e está trabalhando secretamente com Güliedistodiez em um plano para sacrificar os deuses.
Cylis (シリウス, Shiriusu)
O primeiro príncipe do Reino de Analeit e meio-irmão mais velho de Shun, bem como um antagonista secundário na prolepse. Embora fosse o príncipe herdeiro, ele estava intimamente preocupado em ser deserdado por seus irmãos mais talentosos. Como resultado, quando esse cenário exato aconteceu quando seu pai fez Shun seu herdeiro para mantê-lo fora do campo de batalha depois que ele herdou o título de Herói, isso o levou a se aliar a Hugo e lançar um golpe de Estado e matar o rei enquanto incriminava seu irmão. No entanto, ele sofreu uma lavagem cerebral por Hugo e, posteriormente, sua mente foi quebrada.

### Demônios
Balto Phthalo (バルト・フィサロ, Baruto Fisaro)
Voz de: Yūichirō Umehara (Japonês), TBA (Português) 
Um antagonista menor na prolepse e personagem coadjuvante na história principal. Ele é o braço direito de Ariel e o governante de fato dos demônios em sua ausência. Apesar de se opor ao reinício do conflito dela com a humanidade, ele é forçado a apoiá-la por medo de que ela, de outra forma, voltasse sua força esmagadora para a humanidade.
Bloe Phthalo (ブロウ・フィサロ, Burou Fisaro)
Um antagonista menor na prolepse e um personagem coadjuvante na história principal. Ele é o irmão mais novo de Balto e comandante do 7º Exército Demônio. De todos os comandantes, ele foi o que mais se opôs veementemente a Ariel reiniciar o conflito com a humanidade, embora nunca tenha agido de acordo com suas palavras. Ele também tinha uma queda por Shiraori, o que era óbvio para todos, exceto ela. Ele foi morto por Julius quando a guerra eclodiu entre humanos e demônios.
Agner Ricep (アーグナー・ライセップ, Agunā Raiseppu)
Um antagonista menor, a prolepse, e um antagonista secundário que virou personagem coadjuvante na história principal. Ele é o comandante do 1º Exército Demônio. Enquanto desempenhava o papel de leal, ele estava secretamente minando o governo de Ariel ao apoiar rebeliões. No entanto, Shiraori expôs sua trama, forçando-o a realmente apoiar Ariel. Ele foi morto pelo grupo de Julius quando a guerra eclodiu entre os humanos e os demônios.
Sanatoria (サーナトリア, Sanatoria)
O comandante do 2º Exército Demoníaco e um antagonista menor em ambas as histórias. Apesar de ser uma comandante, ela é uma não combatente que confia em sua inteligência para vencer batalhas. Ela também se opõe a Ariel reiniciando o conflito com a humanidade e está planejando secretamente formular uma rebelião contra ela.
Kogou (コゴウ, Kogou)
O comandante do 3º Exército Demoníaco e um antagonista menor em ambas as histórias. Apesar de ser um homem grande e fisicamente imponente, ele é na verdade um indivíduo tímido e amante da paz. Por causa disso, ele se opõe a que Ariel reinicie o conflito com a humanidade, mas tem muito medo dela para agir por conta própria, levando-o a se juntar à rebelião de Sanatoria.
Darad (ダラド, Darado)
O comandante do 5º Exército Demônio e um antagonista menor na prolepse. Ele é o único demônio puro-sangue genuinamente leal a Ariel.
Huey Guidek (ヒュウイ・ギデク, Hyuui Gideku)
O comandante do 6º Exército Demoníaco e um antagonista menor em ambas as histórias. Embora se opusesse a Ariel reiniciar o conflito com a humanidade, ele estava com muito medo dela para alguma vez agir sobre isso. Ele foi morto por Ronandt quando a guerra eclodiu entre humanos e demônios.

### Reencarnados
Sachi Kudou (工藤沙智, Kudou Sachi)
O representante da classe e líder de fato dos colegas de classe detidos na Vila dos Elfos. Ela reencarnou em uma família pobre que a vendeu aos elfos quando ela era apenas um bebê. Ela também critica abertamente a Sra. Oka devido aos seus muitos segredos.
Kenichi Ogiwara (荻原健一, Ogiwara Kenichi)
Um dos colegas de classe realizada na Vila dos Elfos. Ele renasceu no Reino Santo de Alleius, a sede do poder da igreja Palavra de Deus. Como resultado, quando foi levado pelos elfos, ele já havia sido doutrinado pela igreja e foi, de fato, sequestrado propositalmente para servir como espião.
Saki Temarikawa (手鞠川咲, Temarikawa Saki)
Um dos colegas de classe realizada na Vila dos Elfos. Ela reencarnou como filha de Buirimus e foi abduzida pelos elfos quando era apenas um bebê.
Issei Sakurazaki (桜崎一成, Sakurazaki Issei)
Um dos colegas falecidos, apelidado de " Ichi ". Em sua vida anterior, ele era o melhor amigo de Hugo e a única pessoa que poderia mantê-lo sob controle. Ele foi morto pelos elfos porque eles consideraram sua habilidade única de criar masmorras muito perigosa.
Naofumi Kogure (小暮直史, Kogure Naofumi)
Um dos colegas de classe falecidos. Em sua vida anterior, ele foi conhecido como um bebê chorão que ficava com os olhos marejados pelas menores coisas. Ele morreu quando a vila em que estava reencarnado foi atacada por monstros.
Kouta Hayashi (林康太, Hayashi Kouta)
Um dos colegas de classe falecidos. Em sua vida anterior, ele foi membro do clube de tênis. Ele morreu em um acidente quando ainda era um bebê, o que levou a Sra. Oka a começar a proteger seus alunos na Vila dos Elfos depois de aprender sobre isso por meio de sua habilidade.
Aiko Iijima (飯島愛子, Iijima Aiko)
Um dos colegas detidos na Vila dos Elfos, apelidado de " Ai ". Em sua vida anterior, ela era amiga de Fei.
Kumiko Tonooka (外岡久美子, Tonooka Kumiko)
Um dos colegas detidos na Vila dos Elfos, apelidado de " Himi ". Em sua vida anterior, ela era amiga de Fei.
Dai Tsushima (津島大, Tsushima Dai)
Um dos colegas de classe realizada na Vila dos Elfos. Ele não sabe ler uma sala.
Ren Aikawa (相川恋, Aikawa Ren)
Um dos colegas de classe realizada na Vila dos Elfos. Ele está silenciosamente preocupado com o fato de nunca ter tido uma namorada em nenhuma de suas vidas.
Maki Shuuto (将羽登, Shuuto Maki)
Um dos colegas de classe realizada na Vila dos Elfos. Ele está preocupado com a existência de mais meninas do que meninos na aldeia, embora não perceba que uma de suas outras reencarnações, Mio, tem uma queda por ele.
Mio Furuta (古田未央, Furuta Mio)
Um dos colegas de classe realizada na Vila dos Elfos. Ela secretamente tem uma queda por sua outra reencarnada, Maki.
Shuuko Segawa (瀬川柊子, Segawa Shuuko)
Um dos colegas de classe realizada na Vila dos Elfos. Ela era fã de shoujo manga em sua vida anterior.
Chie Nanase (七瀬千恵, Nanase Chie)
Um dos colegas de classe realizada na Vila dos Elfos. Ela é vista como uma figura maternal para seus companheiros reencarnados.

### Menor
Body-Brain (体担当, Karada tantō) , Magic-Brain #1 (魔法担当一号, Mahou tantō ichigo) , Magic-Brain #2 (魔法担当二語, Mahou tantō ni-go)
Voz de: Aoi Yūki (anime), Sumire Uesaka (PV & CM) (Japonês), Pamella Rodrigues (Português)
Um trio de clones mentais de Kumoko criado através da habilidade "Parallel Minds" que efetivamente serviu como personalidades separadas e manteve sua companhia durante seu tempo na masmorra. Cada um tinha seu próprio toque na personalidade de Kumoko: o cérebro-corpo tinha uma persona machista, o cérebro-mágico # 1 uma persona exibicionista e o cérebro-mágico # 2 uma persona tímida. Infelizmente, cada um deles acabaria encontrando sua morte em algum ponto: o cérebro do corpo foi absorvido por Ariel enquanto os cérebros mágicos foram corrompidos após a batalha com a mãe de Kumoko, forçando o último a matá-los.
Meido (冥土, Meido)
Empregada doméstica de D; um deus de alto escalão que assume a forma de uma donzela e a única pessoa que pode manter sua amante sob controle.

## Mídias

### Light novels
Okina Baba originalmente serializou a série como um romance da web no site de conteúdo gerado pelo usuário Shōsetsuka ni Narō a partir de 27 de maio de 2015. Fujimi Shobo adquiriu a série para publicação impressa e publicou o primeiro light novel, com ilustrações de Tsukasa Kiryu, em dezembro de 2015.   A Yen Press anunciou durante seu painel na Sakura-Con em 15 de abril de 2017 que havia licenciado a série.

### Mangá
Asahiro Kakashi lançou uma adaptação de mangá dos web novels no site de mangá Young Ace Up de Kadokawa Shoten em 22 de dezembro de 2015. O mangá também é licenciado pela Yen Press.

### Anime
Foi noticiado em 6 de julho de 2018 que a série receberia uma adaptação para anime, de acordo com uma prévia da banda de capa envolvente no quinto volume da adaptação do mangá. A reportagem foi confirmada no estande de Kadokawa no Anime Expo mais tarde naquele dia, e foi anunciado que a adaptação seria uma série de televisão. Originalmente programado para estrear em 2020, foi remarcado para estrear em 8 de janeiro de 2021 devido à pandemia COVID-19 . A série two-cour (24 episódios) é animada por Millepensee e dirigida por Shin Itagaki, com Okina Baba e Yūichirō Momose supervisionando os roteiros da série, e Kii Tanaka projetando os personagens e Shūji Katayama compondo a música da série. Jōtarō Ishigami está produzindo a série. O primeiro tema de abertura é "continue tecendo seu caminho de aranha" interpretado por Riko Azuna, enquanto o primeiro tema de encerramento é "Do Your Best! Kumoko-san's Theme" (がんばれ！蜘蛛子さんのテーマ, "Ganbare! Kumoko-san no Tēma") "Do Your Best! Kumoko-san's Theme" (がんばれ！蜘蛛子さんのテーマ, "Ganbare! Kumoko-san no Tēma") Kumoko-san no Tēma " ) executada por I ( Aoi Yūki ). O segundo tema de abertura é "Bursty Greedy Spider" interpretado por Konomi Suzuki, enquanto o segundo tema de encerramento é "Genjitsu Totsugeki Hierarchy" de Yūki. É licenciado pela Crunchyroll fora da Ásia. A Medialink licenciou a série no Sudeste Asiático e no Sul da Ásia e está transmitindo-a em seu canal Ani-One no YouTube e Bilibili .

## Recepção
Os light novels e mangás tinham 1,2 milhão de cópias impressas em julho de 2018. Os light novels ficaram em terceiro lugar na categoria tankōbon no Kono Light Novel ga Sugoi! Classificações de 2017, e segundo na classificação de 2018.